# František Řehák (politik)
František Řehák (5. října 1924 Hřibiny – 24. dubna 2005) byl český a československý politik KSČ, v době pražského jara a na počátku normalizace ministr dopravy Československé socialistické republiky.

## Biografie
Pocházel ze železničářské rodiny. Vyučil se strojním zámečníkem a roku 1945 nastoupil do služeb Československých státních drah. Pracoval zde později ve sdělovací službě, ve vozovém a lokomotivním depu Hradec Králové a u traťové distance v Novém Městě nad Metují a Letohradu. Vystudoval Právnickou fakultu Univerzity Karlovy. K roku 1968 se uvádí, že navíc dokončuje aspirantské minimum na Vysoké škole ekonomické v Praze. Nadále pracoval v oboru železniční dopravy. V roce 1950 nastoupil na ministerstvo dopravy. V letech 1958–1963 působil jako náměstek náčelníka, pak jako náčelník Pražské dráhy ČSD. V letech 1963–1965 byl vedoucím oddělení na ministerstvu dopravy. Roku 1965 se stal náměstkem ministra. Spadal pod něj Výzkumný ústav dopravní, Nakladatelství dopravy a spojů a Vědeckotechnická rada. Přednášel na Vysokém učení technickém v Brně a na Vysoké škole ekonomické v Praze. Od roku 1966 zastával funkci viceprezidenta Evropské hospodářské rady - výboru pro vnitrozemskou dopravu.
Na jaře 1968 předsedal jako náměstek ministra zvláštní komisi pro řešení dopravy ve Vysokých Tatrách. Komise se zabývala projektem železniční tratě typu ALWEG, která se v prvních měsících stala na Slovensku symbolem očekávané ekonomické modernizace a za její výstavbu demonstrovali bratislavští studenti. Komise ovšem v dubnu 1968 rozhodla, že projekt bude realizován později. Historik Jan Rychlík uvádí, že v té době již byla tato otázka ve slovenské společnosti překryta akutnějšími tématy.
V dubnu 1968 byl jmenován členem československé první vlády Oldřicha Černíka jako ministr dopravy. Na postu setrval i v druhé vládě Oldřicha Černíka (nyní oficiálně jako ministr - předseda Výboru pro dopravu) až do září 1969. V debatách okolo federalizace Československa jako ministr odmítal vznik samostatného českého ministerstva dopravy a trval na zachování celostátního řízení podniku Československé státní dráhy.
Následně byl za normalizace vytlačen z politického života. Pracoval na nižších pozicích v dopravních a železničních výzkumných ústavech. Rehabilitován byl po roce 1989 a vrátil se na významné funkce v oboru dopravy.